# Shinobu
Shinobu (jap. しのぶ, シノブ) – japońskie imię używane zarówno przez mężczyzn, jak i kobiety.

## Możliwa pisownia
Shinobu można zapisać używając wielu różnych znaków kanji i może znaczyć m.in.:
- 忍ぶ, „znosić” (np. ból)
- 偲ぶ, „przypominać, pamiętać”

Jako imię
- 忍, „wytrwać”[2]
- 清信, „oczyścić, wierzyć”
- 志信, „intencja, wiara”

Jako imię męskie
- 信夫, „wiara, mężczyzna”

## Znane osoby
- Shinobu Adachi (忍), japońska seiyū i aktorka
- Shinobu Asagoe (しのぶ), japońska tenisistka
- Shinobu Fukuhara (忍), japoński baseballista
- Shinobu Hashimoto (忍), japoński scenarzysta, reżyser i producent
- Shinobu „Inoran” Inoue (清信), japoński muzyk rockowy
- Shinobu Ishihara (忍), japoński lekarz okulista
- Shinobu Kandori (忍), japońska zapaśniczka i polityk
- Shinobu Nakayama (忍), japońska aktorka i była piosenkarka J-popowa
- Shinobu Ohtaka (忍), japoński mangaka
- Shinobu Orikuchi (信夫), japoński etnolog, lingwista, folklorysta, pisarz i poeta
- Shinobu Ōtake (しのぶ), japońska aktorka
- Shinobu Otowa (しのぶ), japońska piosenkarka enka
- Shinobu Sato, japoński artysta
- Shinobu Satōchi (信夫), japoński seiyū
- Shinobu Sekine (忍), japoński judoka
- Shinobu Tanno (忍), japoński ilustrator
- Shinobu Terajima (しのぶ), japońska aktorka
- Shinobu Yaguchi (史靖), japoński reżyser i scenarzysta

## Fikcyjne postacie
- Shinobu Fujiwara (忍), postać z anime Dancouga – Super Beast Machine God
- Shinobu Ijūin (忍), bohater mangi i anime Haikara-san ga Tōru
- Shinobu Jacobs (シノブ), postać z gry wideo No More Heroes
- Shinobu Kagurazaka (忍), bohater mangi i anime Tenjho Tenge
- Shinobu Kochō, bohaterka z anime i mangi Miecz zabójcy demonów – Kimetsu no Yaiba
- Shinobu Maehara (しのぶ), bohaterka mangi i anime Love Hina
- Shinobu Miyake (しのぶ), bohaterka mangi i anime Urusei Yatsura
- Shinobu Morita (忍), bohater mangi, anime i TV dramy Honey and Clover
- Shinobu Oshino (忍), bohaterka light novel i anime Bakemonogatari
- Shinobu Sensui (忍), bohater mangi i anime YuYu Hakusho
- Shinobu Takatsuki (忍), bohater mangi i anime Junjō Romantica
- Shinobu Takeda, bohaterka komiksu W.I.T.C.H.